# Pomnik Wojciecha z Brudzewa
Pomnik Wojciecha z Brudzewa – pomnik upamiętniający Wojciecha z Brudzewa. Znajduje się w Brudzewie w powiecie tureckim, odsłonięty został w 1988 roku.

## Historia
11 marca 1983 roku w Brudzewie powołano Społeczny Komitet Budowy Pomnika Wojciecha z Brudzewa, w skład którego weszło 44 członków czynnych i 22 członków honorowych. Członkami komitetu zostali delegaci lokalnych przedsiębiorstw, szkół, organizacji społecznych i kulturalnych oraz władz samorządowych. 29 czerwca 1983 roku inicjatywę budowy pomnika poparła Gminna Rada Narodowa w Brudzewie.
Pomnik został odsłonięty na rynku w Brudzewie we wrześniu 1988 roku. Autorem pomnika jest Henryk Karbowy z Bratuszyna.